# Diocese de Joaçaba
A Diocese de Joaçaba (Dioecesis Ioassabensis)  é uma circunscrição da Igreja Católica localizada no oeste de Santa Catarina. Tem como padroeira Santa Teresinha do Menino Jesus e é sufragânea da Arquidiocese de Chapecó.
É composta por 31 municípios, sendo eles: Abdon Batista, Água Doce, Alto Bela Vista, Arabutã, Brunópolis, Campos Novos, Capinzal, Catanduvas, Concórdia, Erval Velho, Herval d'Oeste, Ibiam, Ibicaré, Ipira, Irani, Jaborá, Joaçaba, Lacerdópolis, Lindóia do Sul, Luzerna, Monte Carlo, Ouro, Passos Maia, Peritiba, Piratuba, Ponte Serrada, Presidente Castello Branco, Tangará, Vargem, Vargem Bonita e Zortéa.

## Histórico
A Diocese de Joaçaba foi erigida em 12 de junho de 1975, pelo decreto Quo Aptius, emanado pela autoridade do Papa Paulo VI.
Em 5 de novembro de 2024, passa a fazer parte da província eclesiástica da Arquidiocese de Chapecó.

## Bispos
| #               | Nome                         | Período      | Notas |
| --------------- | ---------------------------- | ------------ | ----- |
| 4º              | Mário Marquez, O.F.M.Cap.    | 2010 - atual |       |
| 3º              | Walmir Alberto Valle, I.M.C. | 2003 - 2010  |       |
| 2º              | Osório Bebber, O.F.M.Cap.    | 1999 - 2003  |       |
| 1º              | Henrique Müller, O.F.M.      | 1975 - 1999  |       |
| Bispo-coadjutor |                              |              |       |
|                 | Walmir Alberto Valle, I.M.C. | 2002 - 2003  |       |